# La Fayette Grover

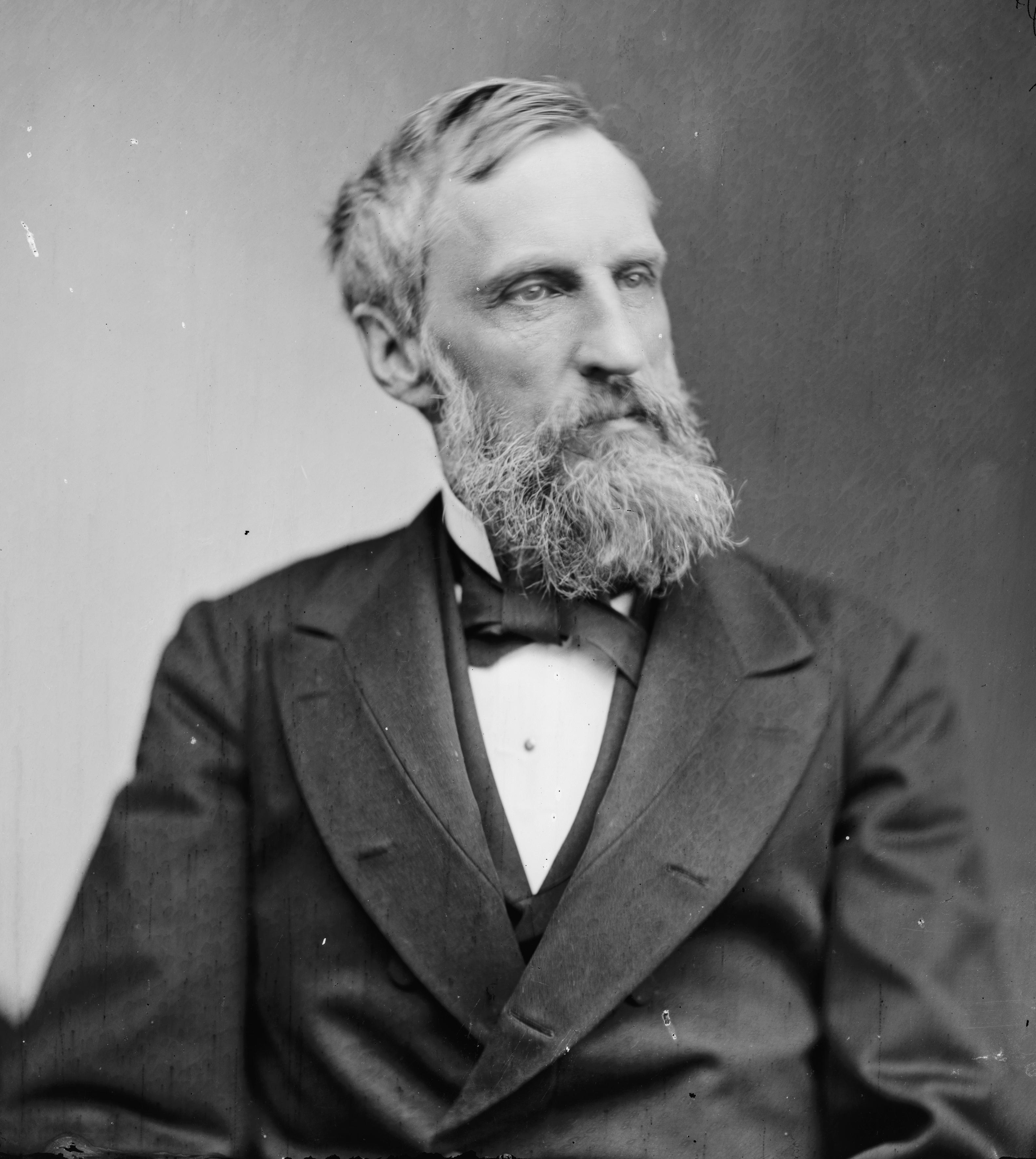
La Fayette Grover

La Fayette Grover (* 29. November 1823 in Bethel, Oxford County, Maine; † 10. Mai 1911 in Portland, Oregon) war ein US-amerikanischer Jurist und Politiker. Von 1870 bis 1877 war er Gouverneur des Bundesstaates Oregon.

## Frühe Jahre und politischer Aufstieg
La Fayette Grover besuchte die Goulds Academy in Bethel und danach bis 1846 das Bowdoin College in Brunswick. Nach einem anschließenden Jurastudium in Philadelphia wurde er im Jahr 1850 als Rechtsanwalt zugelassen. Im Jahr 1851 kam er über San Francisco nach Salem im Oregon-Territorium, wo er als Anwalt zu arbeiten begann. Zwischen 1853 und 1854 nahm er zeitweise an einem Indianerkrieg (Rogue River Indian War) teil.
In Oregon wurde er Staatsanwalt im zweiten juristischen Bezirk. Zwischen 1853 und 1855 war er außerdem Mitglied des territorialen Parlaments von Oregon und war mit einer Untersuchung beauftragt, die die Kosten des erwähnten Indianerkrieges ermitteln sollte. Im Jahr 1857 war Grover Mitglied der verfassungsgebenden Versammlung von Oregon. Zwischen Februar und März 1859 saß er kurzzeitig im US-Repräsentantenhaus in Washington. Danach widmete er sich wieder seiner Anwaltstätigkeit. Im Jahr 1870 wurde er als Kandidat seiner Demokratischen Partei zum neuen Gouverneur seines Staates gewählt, wobei er sich mit 51,4 Prozent der Stimmen gegen den Republikaner Joel Palmer durchsetzte.

## Gouverneur von Oregon
La Fayette Grover trat sein neues Amt am 14. September 1870 an. In seiner Amtszeit war er ein entschiedener Gegner der chinesischen Einwanderer in Oregon. Er setzte sich für die Aufhebung eines Gesetzes aus dem Jahr 1868 ein, das die Einwanderung aus China förderte. Grover setzte sich für den Ausbau des Willamette River zur Wasserstraße ein. Dadurch wurden die Transportkosten für landwirtschaftliche Produkte der Region erheblich gesenkt. Weitere Ereignisse seiner Amtszeit waren die Vorbereitung der Gründung einer staatlichen Universität und einer Landwirtschaftsschule sowie der Bau einer Strafanstalt. Damals wurde auch das Kapitol in Salem fertiggestellt.
Im Jahr 1874 wurde Grover von den Wählern Oregons in seinem Amt bestätigt. Im Zusammenhang mit der umstrittenen Präsidentschaftswahl von 1876 spielte auch Oregon eine Rolle. Gouverneur Grover schlug eine der Wahlmännerstimmen auf die Seite der Demokraten. Damit herrschte zwischen dem Republikaner Rutherford B. Hayes und dem Demokraten Samuel J. Tilden Stimmengleichheit. Ein Wahlausschuss revidierte dann die Entscheidung des Gouverneurs und Hayes wurde schließlich zum Präsidenten gewählt. Grover beendete seine zweite vierjährige Amtszeit vorzeitig mit seinem Rücktritt am 1. Februar 1877, weil er inzwischen in den US-Senat gewählt worden war.

## Weiterer Lebenslauf
Zwischen 1877 und 1883 vertrat Grover seinen Staat im US-Senat. Dort setzte er sich ebenfalls gegen die Einwanderung von Chinesen in die USA ein. Nach dem Ende seiner Zeit im Kongress wurde er wieder als Anwalt tätig. Politisch ist er nicht mehr in Erscheinung getreten. La Fayette Grover starb im Jahr 1911. Er war mit Elizabeth Carter verheiratet, mit der er ein Kind hatte.